# خامه یخی
خامه یخی یا رویال آیسینگ (به انگلیسی: Royal icing)، نوعی یخ‌چینه یا پوشش کرمی روی شیرینیِ سفید و سفت است؛ که از بهم زدن سفیدهٔ تخم مرغ و شکر قنادی یا آیسینگ شوگر و در برخی مواقع با لیموترش یا آبلیمو تهیه می‌شود.
اگر چه رویال آیسینگ به‌طور سنتی با سفیدهٔ تخم مرغ تازه تهیه می‌شود ولی می‌توان به علت کم کردن خطر سالمونلا به‌جای آن از پودر مرنگ نیز استفاده کرد.